# Завод фосфорних добрив у Асьюті
Завод фосфорних добрив у Асьюті – підприємство єгипетської хімічної промисловості, майданчик якого знаходиться у центральній частині долини Ніла. 
Завод, який розпочав роботу у 1965 (за іншими даними – 1970) році, первісно контролювала державна El Nasr Phosphate Company. В подальшому підприємство перейшло до Egyptian Financial and Industrial Company, яка у 1990-х була корпоратизована, проте все-рівно переважно контролюється державним капіталом (зокрема, компаніями Metallurgical Industries Holding та Midfert Egypt for Investments з частками у 27,1% та 25,1% відповідно), хоча біля 16% її акцій належать приватним особам, а 5% - інвестиційному фонду Saudi Egyptian for Industrial Investments. 
На момент введення в експлуатацію підприємство могло щорічно випускати 135 тисяч тон суперфосфату (20 тисяч тон у перерахунку на Р2О5). Станом на 2017-й завод мав три лінії порошкового суперфосфату загальною потужністю 450 тисяч тон на рік та дві лінії, що провадили грануляцію частини суперфосфату із випуском до 300 тисяч тон продукції на рік. Також були в наявності дві лінії сульфатної кислоти сукупною річною продуктивністю 210 тисяч тон, втім, з 2010-го одна з них не працювала і фактична потужність заводу за цим напрямком становила 126 тисяч тон.
На 2017 рік було заплановане введення ще однієї лінії порошкового суперфосфату річною продуктивністю 350 тисяч тон (первісно призначалась для заводу в Айн-Сохні, проте у підсумку була перенаправлена до Асьюту). Втім, її повноцінному запуску перешкоджала відсутність адекватного виробництва  сульфатної кислоти, унаслідок чого нова лінія могла використовуватись лише для заміни старих потужностей.
Фосфатна руда надходить з єгипетських копалень, тоді як сірка імпортується (передусім з Саудівської Аравії, Ірану чи Росії).